# Lukas Wernblom
Lukas Wernblom, född 22 juli 2000 i Örnsköldsvik, är en svensk professionell ishockeyspelare som spelar för Malmö Redhawks i SHL. Hans moderklubb är SK Lejon.
Han är son till den före detta ishockeyspelaren Magnus Wernblom och yngre bror till ishockeyspelaren Moa Wernblom.